# Albrecht starší z Kolowrat
Albrecht starší z Kolowrat († 5. července 1391), zakladatel rodu Kolovratů, první listinně doložitelný člen rodu.
Sloužil jako hejtman v saském Fojtsku a jako maršálek ve službách královny Anny Svídnické (manželky Karla IV.), dále jako přísedící zemského a dvorního lenního soudu. V roce 1347 figuruje jako svědek při prodeji panství Rožmitálu.

## Počátky rodu Kolovratů
Kronikář Dalimil pokládá za prvního předka rodu Kolovratů lučanského knížete Vlastislava, což však nelze doložit. Podle tradice a listinného falsa pochází rod Kolovratů z konce 13. století a jeho kolébkou je ves Kolovraty poblíž Uhříněvsi, kde stávala tvrz. Podle tohoto falsa je zmiňován k roku 1297 Zosimír z Kolovrat a z Průhonic. Listině doložitelná genealogická posloupnost pánů z Kolowrat počíná Albrechtem starším, který měl ještě sestru Přibyslavu († 1379).
Díky zachované a neporušené pečeti z roku 1378 je patrné, že užíval ve štítě orlici a v klenotu měl dvě orlí křídla, tedy stejný znak, který užívají členové kolovratského rodu dosud.

## Kariéra
Poprvé se Albrechtovo jméno objevuje v historických materiálech roku 1347, kdy se nachází mezi svědky při prodeji Rožmitálu, a o dva roky později je uváděn jako purkrabí v Kadani. Od roku 1352 byl majitelem Ročova.
V roce 1355 doprovázel českého krále na císařskou korunovaci do Říma. Cestou s ním prožil mnohá dobrodružství a nebezpečenství. V Pise dokonce museli při zpáteční cestě dne 21. června bojovat proti povstalcům o holý život. Tehdy učinil slib, že přežije-li, založí klášter řádu sv. Augustina, což později i učinil.
V letech 1361–1362 byl maršálkem královny Anny Svídnické. V té době byl sezením na Kornhausu (česky Mšec) a na Žehrovicích. Roku 1362 je také zmiňován jako patron kostela v Hřivicích, roku 1380 prezentoval Mikuláše z Přimdy jako faráře kostela svatých Šimona a Judy v Hradišti. Je uváděn i v obcích Očihov (1365), Bezděkov a Selmice (1368), Želeč (1369), a Vlčkova Lhota (1371). V roce 1373 se stal hejtmanem korunního léna Milín. V letech 1374–1380 byl Albrecht z Kolowrat hejtmanem saského Fojtska, a v letech 1381–1390 pak přísedícím (asesorem) zemského a dvorského lenního soudu.

### Založení kláštera v Dolním Ročově

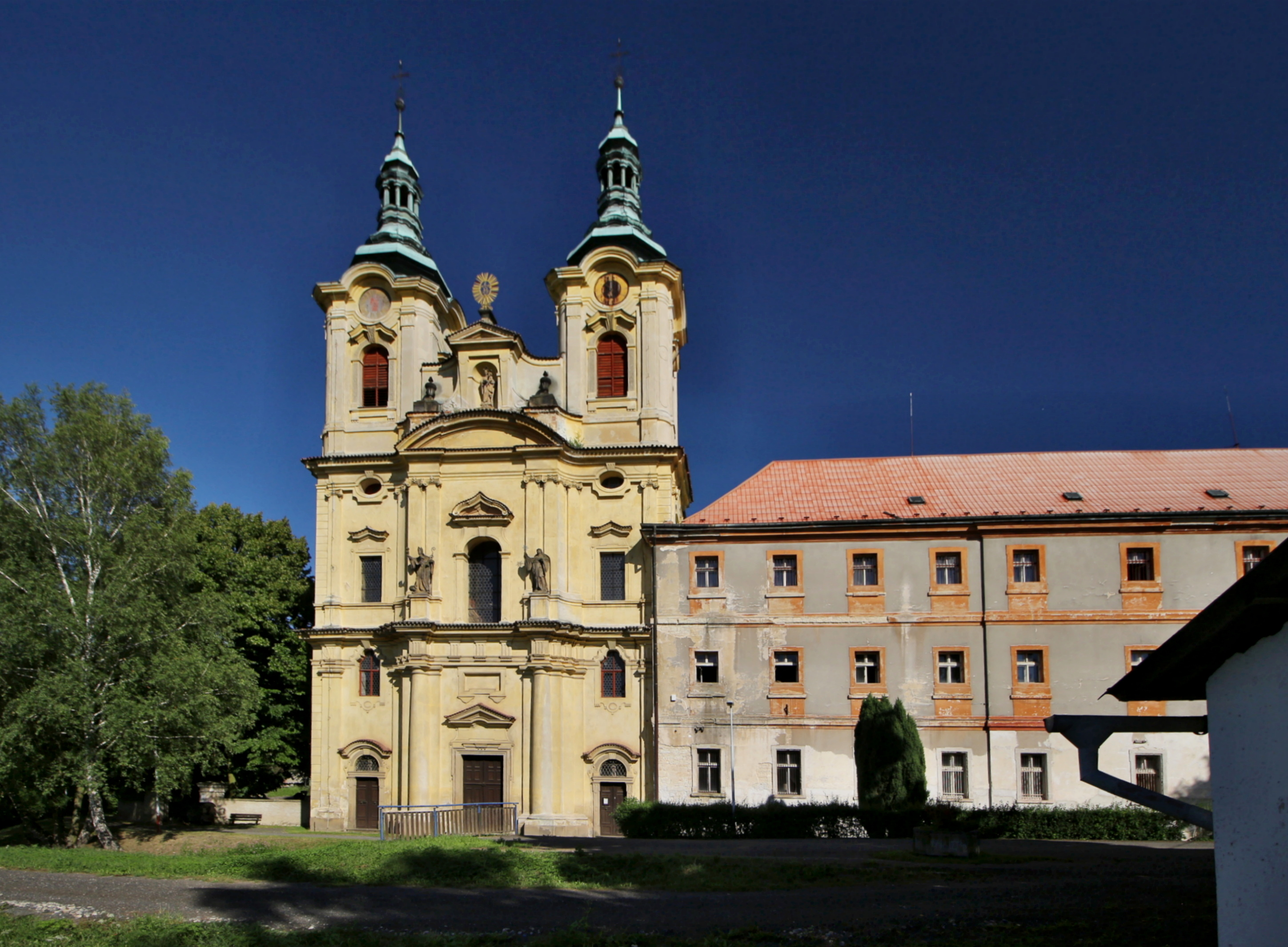
Ročovský klášter s kostelem Nanebevzetí Panny Marie

Albrecht starší z Kolowrat se rozhodl založit augustiniánský klášter v Dolním Ročově. Dne 2. ledna 1373 potvrdil záměr fundace kláštera Karel IV. a 1. dubna 1374 i papež Řehoř XI. v Avignonu. 10. září 1374 se pan Albrecht dohodl s provinciálem řádu augustiniánů-eremitů o majetkovém zajištění budoucího kláštera, o personálním obsazení konventu i o povinnostech řeholníků. Zakladatel se zavázal klášter vystavět a ekonomicky ho zabezpečit. Přitom si však pro sebe i své potomky zajistil právo disponibility a dohledu nad klášterními statky. 
Dne 6. srpna 1380 vydal pan Albrecht z Kolowrat společně se svými třemi syny Albrechtem mladším, Purkartem a Herbortem zakládací listinu pro již existující klášter. Opatřili jej pozemkovým majetkem, platem i naturálními dávkami.
Pozoruhodné je, že mezi povinnosti řeholníků patřily v rámci denních pěti bohoslužeb i dvě mše za hříchy pána z Kolowrat a za všechny, jímž nějakým způsobem ublížil. Podle klášterního podání Albrecht konventu také daroval gotickou opukovou sochu Madony s Ježíškem (1,25 m vysoká), která se dnes nachází na hlavním oltáři v Dolním Ročově.

## Rodina
Albrecht byl třikrát ženatý a se svými ženami zplodil osm dětí. Jeho první manželkou byla žena neznámého křestního jména s predikátem z Hřivic. Měl s ní syna Ješka (zmiňován v letech 1357, 1362, a 1363) a dceru Anežku (zmiňována 1367). Anežka se stala benediktinkou v klášteře sv. Jiří, kam vstoupila i Ješkova jediná známá dcera Kunhuta z Kolovrat, pozdější abatyše (v letech 1386–1401). Roku 1362 však již byla Albrechtova první žena mrtvá. 
Podruhé se oženil s Annou ze Seebergu (Žeberku), kterou známe i jako Annu ze Slavětína (zmiňována v letech 1375–1380). Po smrti Anny ze Seebergu se pan Albrecht oženil potřetí, tentokráte s Anežkou ze Švamberka, sestrou Buška ze Švamberka.
S druhou manželkou Annou toužili po mužském potomkovi. Nezávisle na sobě měli sen, v němž se jim zjevila Panna Maria. Ta jim vyjevila, že mají založit klášter nedaleko ročovské tvrze, a to v místě ohraničeném zlatou nití. Podle jiné verze mělo být místo pokryto sněhem, ač bylo léto. Mužských potomků se manželé opravdu dočkali, z celkem pěti dětí se jim narodili čtyři synové:
- Albrecht mladší († 1416), zakladatel linií libštejnské a krakovské,
- Mikuláš (1393 byl již mrtev), zakladatel linie kornhauzské (mšecké) a žehrovické,
- Purkart (1410 již mrtev), praotec linií bezdružické a novohradské,
- Herbort († 1420), zakladatel linie mašťovské,
- Aleš († 1422)
- Maruška († asi 1419), provdaná za Duška ze Žirotína na Pnětlukách (1372–1414).

### Smrt
Albrecht starší z Kolowrat zemřel dne 5. července 1391 a byl pohřben v Dolním Ročově, kde jinde než v konventním chrámu augustiniánů poustevníků. Hrobka se původně nacházela uprostřed hlavní chrámové lodi a proslula slavnou „potící se“ kuličkou. Roku 1750 byla v rámci úprav podlahy kostela přesunuta na bok lodě.
Z Albrechtova náhrobku vyčteme informaci o tom, že byl příslušníkem panského stavu, do nějž ho povýšil panovník. Na náhrobku v kostele v Dolním Ročově si před Albrechtovým jménem můžeme povšimnout titulatury pan pan, což je doklad toho, že Albrecht starší z Kolowrat byl příslušníkem vyšší české šlechty. V panském stavu byli také všichni Albrechtovi potomci.